# دونیا سوسی
دونیا سوسی (انگلیسی: Dunia Susi؛ زادهٔ ۱۰ اوت ۱۹۸۷) بازیکن فوتبال اهل بریتانیا است.
از باشگاه‌هایی که در آن بازی کرده‌است می‌توان به باشگاه فوتبال چلسی، باشگاه فوتبال زنان فولام، باشگاه فوتبال آرسنال، تیم فوتبال زنان آرسنال، باشگاه فوتبال بیرمنگام سیتی، و باشگاه فوتبال زنان چلسی اشاره کرد.
وی همچنین در تیم‌های ملی فوتبال England women's national under-23 football team و زنان انگلستان بازی کرده‌است.